# Le guerre dimenticate
Le guerre dimenticate è un libro di inchiesta giornalistica scritto da Giancarlo Giojelli, caporedattore e inviato di Rai 2, pubblicato da Piemme nel 2005.
Si tratta di una indagine sui 250 conflitti in corso nel mondo di cui i media occidentali non si occupano. Il volume riporta i numeri delle vittime, divise per continenti e paesi, le cause dichiarate e nascoste dei conflitti, le ragioni economiche, le motivazioni razziali e religiose.
Il libro è utilizzato come testo nel master di Educazione alla Pace dell'Università degli Studi Roma Tre e nella promozione degli uffici di sostegno alla Pace costituiti in vari comuni della Provincia di Roma sulla base di una convenzione con l'Università. Contiene una serie di link a siti di Ong che si occupano di sostegno alle iniziative di dialogo nel mondo, di cooperazione internazionale e di adozioni a distanza.